# Kaplica Mariacka na Wawelu
Kaplica Mariacka na Wawelu zwana także kaplicą Batorego, kaplicą Mansjonarską lub kaplicą Cyborialną – kaplica pw. Narodzenia NMP, znajdująca się w katedrze na Wawelu w Krakowie. Kaplica jest położona na osi katedry, za prezbiterium.
Pierwsza gotycka kaplica zbudowana została około lat 1380-1390 z fundacji biskupa Jana Radlicy. Z około 1400 roku, a więc czasów panowania Władysława Jagiełły, pochodzą fragmenty ruskich malowideł (zachowały się po obu stronach kaplicy - w aneksach ze schodami, prowadzącymi na galerię).  
Kaplica w latach 1594–1595 przebudowana została z polecenia Anny Jagiellonki na kaplicę grobową jej męża, króla Stefana Batorego. Powtórnie przebudowana została w połowie wieku XVII przez kanonika Wojciecha Serebryskiego, sekretarza królewskiego, o czym informuje napis na drzwiach wejściowych. Podczas tej przebudowy ściany zostały pokryte czarnymi, marmurowymi okładzinami, dodano też marmurowe stalle, portale wejściowe oraz hebanowe cyborium. W wieku XVII ustawiono w kaplicy wczesnobarokową emporę, z którą łączy się przejście do zamku królewskiego. 
W 1945 roku została uszkodzona na skutek zrzucenia bomby przez lotnictwo radzieckie. Po zakończeniu wojny została odnowiona w latach 1946–1951.
Sklepienie gotyckie trójpodporowe ozdobione zostało zapewne w r. 1594 późnorenesansową polichromią sławiącą Batorego przez malarza Kaspra Kurcza (odnowioną w latach 1947–1950 przez R. Kozłowskiego). Na framugach okiennych zachowały się resztki starszych, gotyckich malowideł z przełomu w. XIV i XV, fundacji Władysława Jagiełły. Architekt Santi Gucci, przebudowując kaplicę na królewskie mauzoleum Batorego umieścił naprzeciwko ołtarza ławę królewską, włączywszy do niej przedpiersie stalli królewskiej z kaplicy Zygmuntowskiej i budując przy ścianie północnej okazały nagrobek Batorego (zm. 1586) z piaskowca, marmuru i alabastru. W narożu cokołu nagrobka widnieje napis upamiętniający miejsce pochowania Elżbiety z Pilicy Granowskiej (zm. 1420), trzeciej żony Władysława Jagiełły. 
W barokowym ołtarzu znajduje się tabernakulum w kształcie kopułowej świątyńki z lat 1647–1650. Wśród naściennych płyt nagrobnych marmurowa tablica Wojciecha Serebryskiego (zm. 1649).

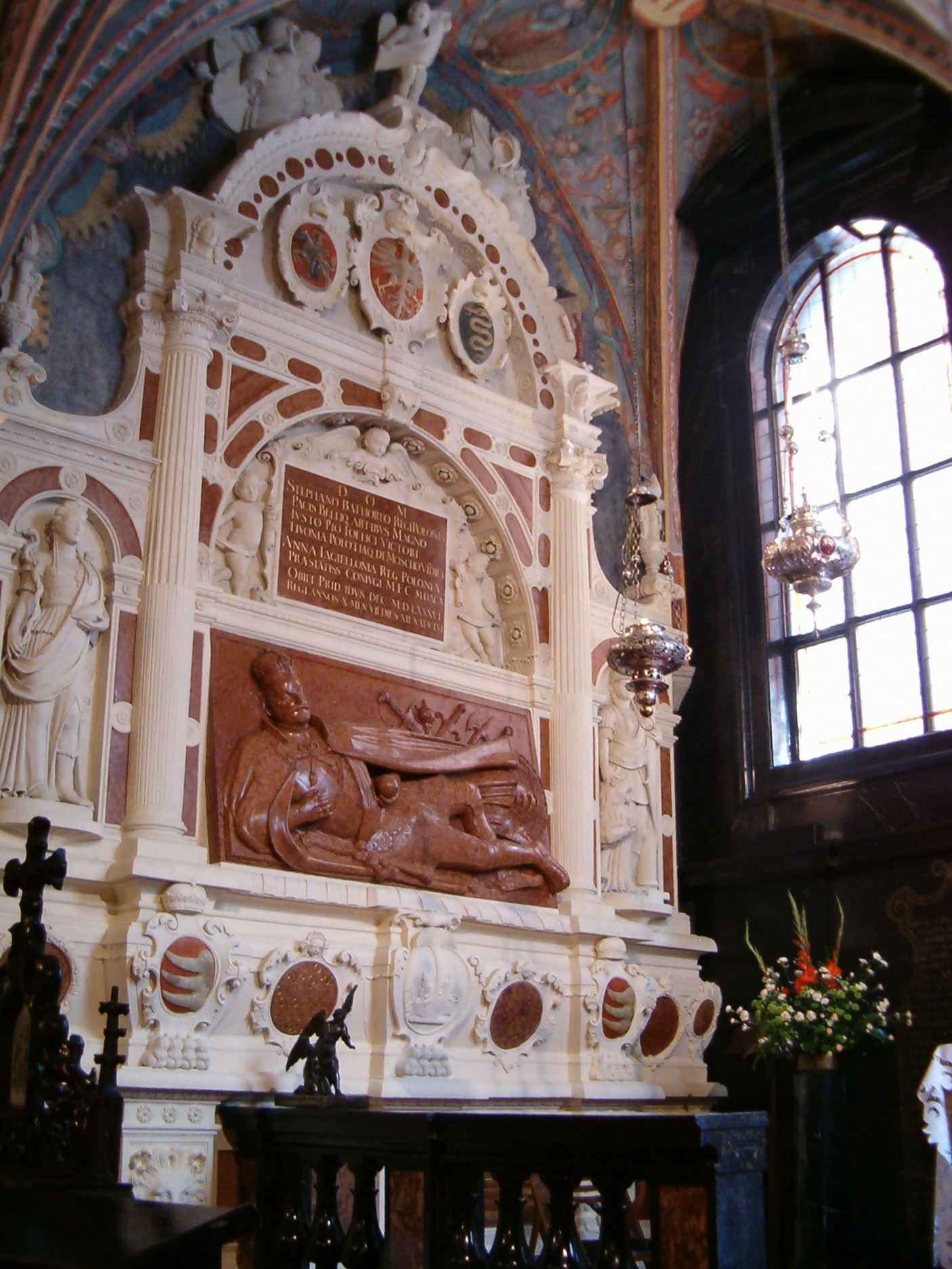
Nagrobek króla Stefana Batorego w kaplicy Mariackiej (Batorego)
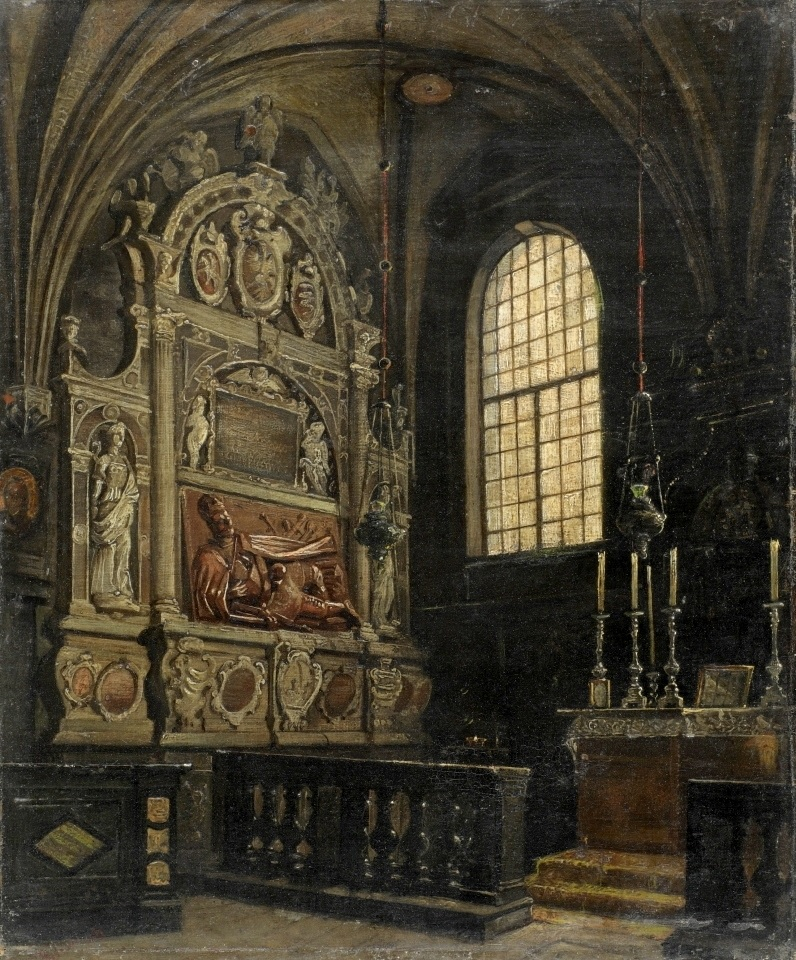
Kaplica na obrazie Marcina Zaleskiego
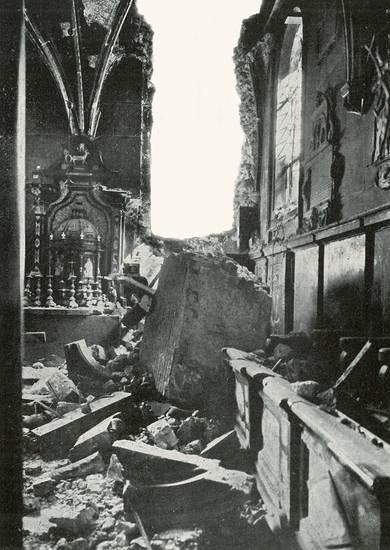
Uszkodzenia w kaplicy w 1945 roku